# Mirada de mujer... el regreso
Mirada de mujer... el regreso (trad.: Olhar de Mulher...O Regresso) é uma telenovela mexicana exibida pela Azteca e produzida por Elisa Salinas em 2003. 
É a continuação de Mirada de mujer, exibida em 1997.
Foi protagonizada por Angélica Aragón e Ari Telch, com antagonização de Evangelina Elizondo, Fernando Luján, María Renée Prudencio, Plutarco Haza, Ana Serradilla e Iliana Fox.

## Sinopse
Sete anos após uma triste despedida, o jornalista Alejandro Salas (Ari Telch) toma conhecimento em Barcelona na Espanha, sobre a premiação de seu romance " Un largo Adíos".Ele  vive com seu filho Alex(Olmo Araiza) e precisam regressar ao México para receber sua premiação.Com essa volta surgem muitas lembranças e um turbilhão de sentimentos que nem ele mesmo imaginava que ainda tinham tanta influência em seu coração. Nesse mesmo dia Maria Inés (Angélica Aragón) depois de tanto tempo decide refazer sua vida amorosa e casa se com o cardiologista Jeronimo Cárdenas (Hector Bonilla). Ela agora está com 57 anos totalmente mudada, é uma grande empresária no ramo de flores e plantas e totalmente dona de si.
Seus filhos agora estão cada um pra um lado: Andrés (Plutarco Haza) vive em Paris com Ivana( Muriel Fouilland) um grande inferno (sem que ninguém saiba), pois não conseguem adquirir sucesso com a música e sua esposa acaba tornando se usuária de drogas. 
Mônica (Bárbara Mori) agora mais velha e mais madura vive com seu filho Diego (David Ortega), fruto da violência sexual sofrida e que se torna sua razão de viver. 
Adriana (Maria Réene Prudencio) casada com Nicolas (Álvaro Carcaño Jr), mãe de dois filhos, advogada formada e que está auxiliando a campanha política de Ignacio( Ferando Lujan) que é quase amigo de sua ex esposa e vive uma vida turbulenta com sua atual mulher e ex amante Daniela ( Martha mariana Castro).
Todos se reúnem  para o casamento de Maria Inés e Jeronimo a residência dos Dominguez: Mamalena recém chegada da califórnia,seus filhos, netos e amigos. Todos celebram a união do casal  sem se dar conta da tragédia que em poucos dias abalará a família, pois na volta para casa a filha mais nova de Maria Inés sofre um acidente de automóvel e tem morte cerebral. Nesse momento Maria Inés já sabe da volta de Alejandro ao México e o reencontro dos dois mexe muito com ambos. Será que o tempo e a distância conseguiram acabar com esse amor ou será que  foi forte o suficiente para ultrapassar a todas as barreiras impostas a ele? Esse segredo só se revelará por detrás de um Olhar de mulher...

## Curiosidades
- Angélica Aragón foi quem mais insistiu para que houvesse essa continuação da novela, uma vez que na primeira fase os personagens principais não terminam juntos.
- Na época que cogitou se a segunda fase da novela muitos duvidaram da volta de Ari Telch como Alejandro Salas, alegando que ele e Angélica teriam problemas para trabalharem juntos. Os dois por várias vezes desmentem as fofocas e se dizem muito amigos tanto dentro quanto fora da TV. Lembrando que foi o próprio Ari quem indicou Angélica Aragón para compor o personagem de Maria Inés na primeira fase (￼Mirada de mujer), quando o mesmo personagem havia sido recusado por outras duas atrizes.
- Bárbara Mori faz uma participação especial na segunda fase e logo se despede para trabalhar nos estados Unidos uma vez que estava com grandes projetos no cinema e depois foi cotada para sua segunda protagonista: Rubi na  Televisa.
- A Novela começou com altos índices de IBOPE, porém não conseguiu alcançar tantos êxitos como a primeira fase da mesma exibida pela emissora em 1997 que inclusive ganhou o prêmio de melhor do ano, o primeiro da emissora.

## Elenco
- Angélica Aragón - María Inés Domínguez / Cárdenas / Salas
- Ari Telch - Alejandro Salas
- Evangelina Elizondo - Doña Emilia Elena viuda de Domínguez "Mamálena"
- María Renée Prudencio - Adriana San Millán
- Plutarco Haza - Andrés San Millán
- Bárbara Mori - Mónica San Millán
- Fernando Luján - Ignacio San Millán
- Hector Bonilla - Jerónimo Cárdenas
- Ana Serradilla - Carolina
- Mauricio Ochmann - José Chacón
- Patricia Llaca - Verónica Segovia
- Iliana Fox - Ana Camila
- Héctor Suárez Gomis - Javier Miranda
- Verónica Merchant - Josefina de Miranda
- Monica Dionne - Paloma Santiago
- Martha Mariana Castro - Daniela de San Millán
- Paloma Woolrich - Consuelo Domínguez
- Verónica Langer - Rosario
- René Gatica - Francisco
- Alejandro Parodi - Eladio Chacón
- Sergio Basañez - Leonardo
- Anna Ciocchetti - Sara Cárdenas
- Muriel Fouilland - Ivana
- Álvaro Carcaño Jr. - Nicolás Navarro
- Martha Cristiana - Irene
- Paola Núñez - Diana
- Tamara Monserrat - Lorenza
- Olmo Araiza - Alex Salas
- Xavier Massimi - Santiago
- Mariana Gajá - Isabella
- Fabián Corres - Damián
- Mark Tacher - Carlo Cárdenas
- Roberto Mateos - Mauricio
- Rodrigo Abed - Elías
- Victor Hugo Arana - Manuel
- Claudia Álvarez - Luciana
- Dora Montero - Elvia
- Tamara Guzmán - Alba
- Ana Graham - Marina
- Héctor Arredondo - Julián Camacho
- Guillermo Gil - Justino
- Claudio Obregón - Don Gil
- Iván Bronstein - Carmelo
- Aarón Beas - Fabricio
- Itari Marta - Sol
- Lourdes Villarreal - Vecina de Alejandro
- Alma Rosa Añorve - Gloria
- Carlos Hays - Lorenzo
- David Ortega - Diego
- Frida Castañeda - Belén
- Carlos Eduardo Cortés - Pablito
- Anette Michel - Caridad
- Gonzalo Vega - Federico
- Julieta Egurrola - Adela de Chacón
- Patricia Bernal - Bertha
- Gabriela de la Garza - Amanda
- Juan Manuel Bernal - Mauro
- Luis Felipe Tovar - Felipe
- Adriana Aiello - Socorro
- Abraham Becerra
- Tere Bermea - Tere
- Patricia Blanco - Sra. Siñabraya
- Renata del Castillo - Doctora #1
- Sandra Burgos - Doctora #2
- René Carmelo - Amigo de Eladio
- Lucila Castrejón
- Ana Cervantes - Lola
- Alan Ciangherotti
- José Escandón - Lauro Gutiérrez
- Jorge Galván - Esteban
- Aarón Hernández - Claudio
- Víctor Kruper
- Guillermo Larrea - Marcelo
- Ricardo Lorenzana - Comandante
- Mario Loría - Pablo
- Pedro Luévano
- Alejandro Lukini
- Josafat Luna
- Mildred Motta - Mildred
- Mercedes Olea
- Carlos Ortega - Lic. Gustavo
- Gerson Palmer
- Jackelyne Pérez - Eugenia
- Rolf Petersen - Alfredo
- Cecilia Piñeiro
- Omar Quiroz
- Mauricio Rodríguez - Lalo
- Martín Hernández - Christian
- Gabriel Ronquillo - Detective Ramírez
- Iván Roy
- José Sefami
- Cynthia Vázquez
- Rocío Verdejo - Secretaria
- Román Walker - Dr. Ruédano
- Homero Wilmer - Padre
- Alberto Zeni - Beto